# Ставропольский уезд (Ставропольская губерния)
Ставропольский уезд — административная единица Ставропольской губернии, существовавшая в 1847—1924 годах.
Административный центр — город Ставрополь.

## История
2 мая 1847 года состоялось преобразование Кавказской области в Ставропольскую губернию, а округов в уезды: Ставропольский, Пятигорский, Кизлярский.
В 1860 году к Петровской волости Ставропольского уезда были причислены станицы Винодельная, Дербетовская, Предтечи (Предтеченская).
В 1868 году Ставропольская губерния разделена на три уезда: Ставропольский, Пятигорский и Новогригорьевский. 
В 1924 году уезд был упразднён, его территория вошла в состав Ставропольского округа Юго-Восточной области.

## Административное деление

### 1789
Села: 
- Вестослав - 413 д.м.п. и 84 д.ж.п. (отставные солдаты)
- Марьино (Марьинское) - 991 д.м.п. и 571 д.ж.п. (гл.обр. однодворцы). Основано в 1790 году на р. Чле при устье р. Мамайки
- Михайловское - 1440 д.м.п. и 1121 д.ж.п. (гл.обр. однодворцы)
- Надежда - 1679 д.м.п. и 1028 д.ж.п. (гл.обр. однодворцы)
- Палагиада (Пелагиада) - 1452 д.м.п. и 973 д.ж.п. (гл.обр. однодворцы)
- помещичья деревня при речке Грачевке секунд-майора Шумакова - 5 д.м.п.

### 1814 год
В начале 1814 года в Ставропольском уезде были образованы две новые волости: Безопасная и Пещанокопская. В первую вошли селения Безопасное, Летницкое, Медвежье и Преградное с населением 3198 душ. Во вторую — селения Красная Поляна, Новоегорлыцкое, Пещаные Копани, Сандата, Среднеегорлыцкое, Успенское с населением 2994 души. Ряд новых селений был причислен к уже существовавшим до этого волостям: Новотроицкой — селение Новоалександровка, Расшеватской — слобода Новодонецкая и селения Новорожественское, Терновая Балка.

### На 1898 год
Делился на три стана:
1 стан.
Волости:
- Михайловская
- Надеждинская
- Старомарьевская
- Бешпагирская
- Татарская
- Сел. Кононовка
- Спицевская, включая Кононовское

2 стан
Волости:
- Кугультинская
- Московская
- Тугулукская
- Благодатненская, включая посёлок Софиевский, колонии Золотёревка, Мартыновка
- Константиновская
- Дубовская
- Казинская
- Пелагиадская

Колонии:
- Молочная (Iогансдорфъ)
- Мартыновка (Мартынсфельд)
- Золотарёвка (Фридихсфельд)
- Иващенкова (Бетель)

3 стан
Волости:
- Терновская
- Безопасненская
- Донская
- Птиченская
- Тищенская

### На 1904 год
Делился на три стана:
1 стан.
Волости:
- Михайловская
- Надеждинская
- Старомарьевская
- Бешпагирская
- Татарская
- Спицевская, включая Кононовское
- Пелагиадская, включая колонию Молочная

2 стан
Волости:
- Кугультинская
- Благодатненская, включая посёлок Софиевский, колонии Золотёревка, Мартыновка
- Константиновская
- Тугулукская
- Дубовская
- Казинская

3 стан
Волости:
- Безопасненская
- Терновская
- Донская
- Птиченская
- Тищенская
- Московская

### На 1905 год
Делился на четыре стана:
- 1-й стан (селение Михайловское). Волости: Михайловская, Пелагиадская, Московская, Дубовская, Казинская; посёлки: Петропавловский, Борисовский и Сретенский; хутор Грачевский и участки частных землевладельцев
- 2-й стан (селение Старомарьевское). Волости: Старомарьевская, Надеждинская, Татарская, Бешпагирская и Спицевская (с деревней Кононовкой), Константиновская и колония Молочная, посёлок на участке Руднева
- 3-й стан (селение Кугульта). Волости: Кугультинская, Тугулукская, Борцовская, Благодатненская; колонии: Золотаревка, Иващенкова, Мартыновка; посёлки: Софиевский, Нововасильевский, Добровольный и участки от Нестерова до Пав. Бедрика
- 4-й стан (селение Безопасное). Волости: Безопасенская, Птиченская, Тищенская (с хутором Изобильно-Тищенским), Донская и частновладельческие участки

### 1913 год
В 1913 году в состав уезда входило 19 волостей:
| - Безопасненская — с. Безопасное, - Бешпагирская — с. Бешпагир, - Благодатненская — с. Благодатное, - Донская — с. Донское, - Дубовская — с. Дубовка, - Казинская — с. Казинское, - Константиновская — с. Константиновское, - Кугультыская — с. Кугульты, - Михайловская — с. Михайловка, - Московская — с. Московское, | - Надеждинская — с. Надежда, - Пелагиадская — с. Пелагиада, - Птичьинская — с. Птичье, - Спицевская — с. Спицевка, - Старомарьевская — с. Старомарьевка, - Татарская — с. Татарка, - Терновская — с. Терновское, - Тищенская — с. Тищенское, - Тугулукская — с. Тугулук. |

### 1920 год
Средняя плотность населения по уезду — 1 человек на 2,74 десятины.
| №№        | Волость (город)   | Населенные пункты, входящие в состав волостей | Количество населения по переписи 1920 года | Площадь земли |
| --------- | ----------------- | --- | ------------------------------------------ | ------------- |
| 1         | г. Ставрополь     | | 63286                                      | 17763,61      |
| 2         | Безопасненская    | сел. Безопасное хут. Подлесный хут. Эмануиловский | 17067                                      | 49028,45      |
| 3         | Бешпагирская      | сел. Бешпагир | 7715                                       | 20006,23      |
| 4         | Благодатненская   | сел. Благодатное кол. Золоторевка кол. Иващенко (Бетель) кол. Мартыновка (Мартынсфельд) кол. Хубияровка пос. Добровольный пос. Николаевский пос. Нововасильевский пос. Софиевский хут. Николина Пристань | 19563                                      | 125351,76     |
| 5         | Донская           | сел. Донское | 14016                                      | 46543,1       |
| 6         | Дубовская         | сел. Дубовское | 2818                                       | 12075,687     |
| 7         | Казинская         | сел. Казинское | 3171                                       | 6974,59       |
| 8         | Константиновская  | сел. Константиновское (Кугуты) | 10571                                      | 41894,88      |
| 9         | Кугультинская     | сел. Кугульта | 11152                                      | 36573         |
| 10        | Михайловская      | сел. Михайловское хут. Белобородовский хут. Верхнерусский хут. Грачевский хут. Кизиловский хут. Кожевников хут. Нижнерусский                                                                             | 14483                                      | 36448,87      |
| 11        | Московская        | сел. Московское хут. Беляевский хут. Найденовский хут. Шкурин | 10963                                      | 33353,27      |
| 12        | Надеждинская      | сел. Надежда хут. Ташла | 9891                                       | 39822,39      |
| 13        | Пелагиадская      | сел. Пелагиада кол. Молочная хут. Подопригоровка хут. Русский | 6841                                       | 28205,43      |
| 14        | Птиченская        | сел. Птичье | 7365                                       | 19372         |
| 15        | Спицевская        | сел. Спицевка дер. Кононовка | 6027                                       | 31991,34      |
| 16        | Старомарьевская   | сел. Старомарьевка | 6120                                       | 21904,07      |
| 17        | Татарская         | сел. Татарское | 5305                                       | 16192,33      |
| 18        | Терновская        | сел. Терновка хут. Белевцева | 16679                                      | 47548,5       |
| 19        | Тищенская         | сел. Тищенское хут. Белевцева хут. Изобильно-Тищенский | 5421                                       | 8404,5        |
| 20        | Тугулукская       | сел. Тугулук | 4501                                       | 17855,97      |
| 20.000001 | Б. казённые земли | |                                            | 8728,06       |
| 20.000002 | Итого:            | | 942955                                     | 666068        |

## Население
По «Хозяйственному описанию Астраханской и Кавказской губерний по гражданскому и естественному их состоянию в отношении к земледелию, промышленности и домоводству», составленному в 1804 году по программе Вольного экономического общества директором народных училищ Астраханской и Кавказской губерний А. Ровинским, в Ставропольском узде проживало 29 419 человек.
В 1825 году проживало более 28 тысяч душ.
В 1898 году 129 509 человек.
В 1909 году 160 768 человек (80 793 мужского пола и 79 975 женского).

## Населённые пункты

### Согласно Ведомости по состоянию на 1789 год[13]
села
- Вестослав - 413 д.м.п. и 84 д.ж.п. (отставные солдаты)
- Марьино (Марьинское) - 991 д.м.п. и 571 д.ж.п. (гл.обр. однодворцы)
- Михайловское - 1440 д.м.п. и 1121 д.ж.п. (гл.обр. однодворцы)
- Надежда - 1679 д.м.п. и 1028 д.ж.п. (гл.обр. однодворцы)
- Палагиада (Пелагиада) - 1452 д.м.п. и 973 д.ж.п. (гл.обр. однодворцы)

помещичья деревня
- при речке Грачевке секунд-майора Шумакова - 5 д.м.п.

### По документам 1808 года
Медвежско-Колодезное (Медвежеколодезная, Медвежье Колодезная) - селение в Ставропольском уезде. Основано переселенцами из Курской и Смоленской губерний в 1805 году при станции Медвежьей Большого Черкасского тракта. В 1808 году составлен земельный план селения на 198 дворов. Г. Н. Прозрителев считал датой основания 1808 год
.

### Список населённых мест Ставропольского уезда по состоянию на 1909 год[14]
1-й стан
- Село Михайловское
- Хутор Вербовка
- Хутор Русский (нижний)
- Хутор Русский (верхний)
- Хутор Левашева
- Лесная караулка
- Хутор Рудневых
- Посёлок при станице Пелагиада
- Мельница Лукьянчикова
- Хутор Под-Горою
- Мельница Нартова и Чигарева
- Хутор Чигарева
- Мельница Кулешиных
- Хутор Кожевников
- Хутор Белобородов
- Хутор Саньков
- Хутор Смахтин
- Хутор Каменный
- Хутор Грачевский
- Хутор Кизилов
- Хутор Семыкин
- Хутор Иноземцева
- Хутор Москвитиных
- Участок сестёр Жуковых
- Участок Смагиных
- Участок Пелагеи Братковой
- Участок Жукова
- Хутор Шатохина
- Участок Смахтина
- Участок Нечаева
- Участок Ег. Бедрика (бывш. Браткова)
- Участок Кулешина
- Село Пелагиада
- Колония Молочная
- Хутор Русский
- Хутор Дубовый
- Хутор Подопригоровка
- Олимпиадовка (уч. Александры Соколовой)
- Имени Ефима Беликова
- Хутор Красная Балка
- Участок Михаила Гешелина
- Имени Николая Беликова
- Имени Алексан. Иванова
- Хутор Михаила Федюшина
- Хутор Константина Симоненко и Василия Пшеничного
- Село Московское
- Хутор Толстикова
- Хутор Найденова
- Хутор Беляева
- Хутор Гончарова
- Хутор Маньшина
- Хутор Меткалова
- Хутор Морина
- Село Дубовское
- Село Казинское (Дубово-Казинка)
- Дополнительный земельный участок
- Хутор Казанский (бывш. Кроворучковский)
- Хутор Сретенский
- Хутор Петропавловский
- Хутор Ново-Борисовский (Ново-Недогорское товарищество)
- Хутор Ново-Борисовский (Делевское товарищество)

2-й стан
- Село Старомарьевское
- Хутор Баева
- Хутор Глебова
- Хутор Адоевского
- Хутор Козлова
- Хутор Попова
- Хутор Елунина
- Хутор Черкасова
- Участок Николая и Алексея Толмачевых
- Участок Степана Дмитриевича Козлитина
- Участок наследника есаула Захарьина
- Участок Якова Смахтина
- Участок церков. Причта села Старомарьевки
- Село Бешпагир
- Хутор Базово-Балковский
- Участок насл. М. А. Садковского
- Участок М. Михайловой
- Любови Сотниковой
- Ф. Шипуновой и Н. Лобковой
- Участок причта села Бешпагир
- Село Надежда
- Хутор Ташла
- Хутор Верхне-Жилейский
- Хутор Нижне-Жилейский
- Участок Пелагеи Ивановны Кузнецовой
- Участок Ивана Парохина
- Участок Кузьмы П. Венкова
- Участок Олимп. Ал. Дюковой
- Участок Василия Филипповича Севостьянова
- Экон. Прок. А. Карабут
- Участок Ф. Е. Штифанова
- Экон. Алексея Васильевича Панкратова (бывш. Анастисии Чепуриной)
- Участок Алексан. Ив. Бородина (насл. Ивана Бородина)
- Участок Степана Латышева
- Участок Ивана и Василия Токаревых
- Село Татарка
- Экон. Насл. Алексан. Саломатина
- Участок Ксении Ивановны Рокотян
- Участок Даниила Андреевича Ротач
- Лесная караулка Столбиковская № 11
- Лесная караулка Валиковская № 10
- Лесная караулка Постовая № 9
- Лесная караулка Верхне-Вербовская № 4
- Лесная караулка Озерки № 1
- Лесная караулка Нижне-Вербовская № 2
- Лесная караулка Марьевская№ 3
- Лесная караулка Медведская № 5
- Лесная караулка Бучинская № 6
- Лесная караулка Безпутная № 8
- Лесная караулка Татарская № 8
- Лесная караулка Вишневская
- Лесная караулка Липовская № 12
- Лесная караулка Грушевская
- Лесная караулка Тёмная
- Лесная караулка Каменная
- Лесная караулка Поповская
- Лесная караулка Атажуковская
- Лесная караулка Красноярская
- Лесная караулка Сводная
- Село Спицевское
- Деревня Кононовка
- Участок братьев Николая и Петра Сырициных
- Экон. Климентия Шматко
- Экон. С. К. Кухтина
- Участок Николая
- Антона и Андрея Мартинсен
- Экон. М. А. Шматко
- Участок А. Т. Руднева
- Экон. Ивана 2-го Тим. Руднева
- Участок Михаила
- Георгия и Сергея Чепраковых
- Имение наследника Афан. Дмитриевой
- Хутор Константина и Ивана Панченко
- Хутор Михаила Бедрика
- Экон. Степ. Лук. Чепракова
- Ветряная мельница Т. Ф. Черемисина
- Участок наследника Попова
- Участок Никан. Степ. Варваровап
- Участок П. И. Чепракова
- Участок насл. Василия Дмитриева
- Участок Сем. Скоморохова
- Еф. Фоминова и Кирилла Сидоренко
- Экон. Андрея Струкова и уч. М. И. Струкова
- Экон. М. И. Струкова
- Экон. И. С. Калмыкова
- Экон. И. Х. Иванова
- Хутор насл. А. Э. Фон-Вах
- Экон. Пр. Лук. Чепракова
- Экон. Насл. Ильи Лук. Чепракова
- Хутор Михаила Чепракова с детьми
- Участок Геогия
- Петра и Сергея Чепраковых
- Село Константиновское (Кугуты тож)
- Ильинский посёлок (он же Кугутский)
- Хутор Мельникова
- Мельница Ширяева
- Хутор Лонушкин
- Участок насл. А. Г. Саломатина
- Участок насл. И. Мак. Ныркова
- Участок У
- И и Д. Теряевых
- Участок Серг
- Куз и И. С. Теряевых
- Участок Ульяны Куз. и Ивана Сав. Теряевых
- Хутор Фед. Никит. Теряева
- Хутор Филиппа Никитича Теряева
- Хутор Пр. Перт. и Дм. Гр. Теряевых
- Хутор Дм. Григ. Теряева
- Участок Моисея Ивановича Чепракова
- Экон. Петра Ивановича Чепракова
- Участок Евдокии и др. Иваниковых
- Участок Макс. Серг. Волосатого
- Участок Вас. Фрол. Волосатого
- Участок Тих. Усова
- Участок Ивана Кулешина
- Участок Толмачева
- Участок Федора Чигорева
- Участок Петра Чвалуна
- Участок Еф. Беликова
- Участок Козьмы Пронского
- Участок Ивана Плугарева
- Участок Михаила Плугарева

3-й стан
- Село Кугульта (Кугульки)
- Мельница Игнатия Щетинина
- Хутор Федора Щетинина
- Кочевка Моисея Стрельникова
- Кочевка Ильи Еремина
- Хутор Тих. Ив. Еремина
- Хутор Катранова и Сивцева
- Кочевка Кирилла Лапина и Ивана Сазонова
- Село Новогеоргиевское (Терновка тож)
- Хутор Белевцева
- Хутор Гвоздева
- Хутор Вертяева
- Хутор Богачевых
- Хутор М. Апалькова
- Хутор Петровых
- Хутор Я. Апалькова
- Хутор Верзилова
- Экон. Феопемпта Бредихина с сыновьями
- Посёлок Штукина
- Хутор Панкрата Бутрина
- Хутор Анания Серого
- Хутор Андрея Серого
- Хутор насл. Аполлона Бутрина
- Хутор Ивана и Семена Калугина
- Хутор Гаврилла Калугина
- Хутор Марии Тарасовой
- Хутор Константина Сиволапенко
- Хутор Андрея Сиволапенко
- Хутор Ивана Стволапенко
- Село Благодатное (Берестовая)
- Усадьба Андрея Мандалина
- Хутор Носачёва
- Колония Мартыновка
- Дополнительный участок в селе Московское
- Хутор Безменова (также Безменовсланд/Besmenowsland Безменовсфельд/Besmenowsfeld, Николина Пристань), до 1917 — Ставропольская губ., Ставропольский у., Благодатенская вол.; в сов. период — Орджоникидзевский край, Ипатовский (Виноделенский) р-н. Лют. хутор на арендн. земле, осн. в 1882. В 95 км к сев.-вост. от Ставрополя. Лют. приход Ставрополь. Земли 1000 дес. Жит.: 187 (1904), 138 (1909), 176 (1911), 180 (1914), 416 (1920)[15].
- Колония Иващенко (Беттель)
- Колония Хубияровка
- Колония Золотарёвка
- Посёлок Софиевский
- Посёлок Нововасильевский
- Посёлок Добровольный
- Дополнительный надел Тугулукского общ.
- Хутор Фомы Толкачева
- Хутор Алексея Толмачева
- Экон. Леона Согр
- Экон. Трофима Маслова
- Экон. Якова Добрынина
- Хутор Сергея Плугарева
- Хутор Козьмы Пронского
- Хутор Таврический (Кухтиновский тож)
- Экон. Александра Кухтина
- Экон. Спиридона Маловичко
- Хутор Алексея Жадана
- Хутор Ивана Бедрика
- Хутор Елисея Солонинко
- Хутор Семена Понасенко
- Хутор Михаила Барабаша
- Хутор Игната Жадана
- Хутор Никиты Жадана
- Экон. Емел. Глущенко
- Экон. Ивана Глущенко
- Экон. Федора Кириленко
- Хутор Ивана и Тих. Колесниковых
- Хутор Алексея Колесникова
- Хутор Павла Ищенко
- Хутор Евгения Калинина
- Хутор Федора Шакала
- Хутор Ивана Сидорова
- Хутор братьев Филатовых
- Хутор Якова Зеленского
- Экон. Ивана Милосердова
- Хутор Никиты Степаненко
- Хутор Максима Стапененко
- Хутор Егора Бедрика
- Хутор Моисея Бедрика
- Хутор Павла Бедрика
- Хутор Михаила Бедрика
- Хутор Степана Степаненко
- Хутор Осипа Степаненко
- Хутор Якова Степаненко
- Экон. Василия Милосердова (Прибыль тож)
- Экон. Алексея Милосердова
- Хутор Михаила Степаненко
- Экон. Ник. Иванова
- Хутор Козлитина (Козырев тож)
- Хутор Степана Козлитина
- Кочевка Федота Козлитина (Козырев тож)
- Село Тугулукское
- Казинское товарищество
- хутор Ермилов-Лягушевки
- Усадьба Егора Сугакова
- Хутор Михаила Гладкосацкого
- Хутор Георгия Еременко
- Хутор Петра Чепракова
- Хутор Николая Толмачева

4-й стан
- Село Безопасное
- Хутор Воровская-Балка
- Хутор Эмануиловский
- Хутор Евтушенкова
- Паровая вальцевая мельница Бредихина
- Хутор Чаленкова
- Хутор Душина
- Хутор Блужина
- Хутор Пищикова
- Хутор Звягинцева
- Хутор Савченкова
- Хутор Кузьмы Ник. Барабаша
- Хутор Ивана Григорьевича Бедрика
- Хутор Архипа Ивановича Кордубана
- Хутор Михаила Бедника
- Хутор Гаврилла Бедрика
- Хутор Як. Борисовича Жадана
- Хутор Вас. Григ. Жадана
- Хутор Ив. Ив. Жадана
- Хутор Спиридона Жадана
- Хутор Степ. Логачева
- Еф. Гвоздева
- Ефр. Гражанкина и Бор. Авдеева
- Хутор Назара Фатеева
- Хутор Ф.Плотникова
- Хутор Абр. Серого
- Хутор Апполона Согарь
- Хутор Никиты Проскуркина
- Землянка Митр. Озерова
- Хутор Проскофия Киселя
- Хутор Петра Гостищева и Дмитрия Хорольцева
- Хутор Карла Киена
- Людвина Шеллода,Якова Юста
- Якова Марина
- Хутор Ивана Михайловича Меркулова 1-го
- Экон. Константина Озерова
- Экон. Арефия Озерова
- Экон. Феопемпта Бредихина
- Хутор Якова Озерова
- Хутор Егора Чумакова
- Хутор Петра Серого
- Хутор Якова Бредихин
- Хутор Степана Чумакова
- Хутор Григория и Михаила Шматко
- Хутор Ивана Потемкина
- Казённое лесничество
- Село Тищенское
- Хутор Изобильно-Тищенский
- Село Птичье
- Носова мельница
- Село Донское
- Хутор Барыбина
- Хутор Переверзева
- Хутор Стрельников
- Хутор Кафанова
- Хутор Маслова
- Хутор Исаева
- Хутор Стребкова
- Хутор Мезенцева
- Хутор Евдохина
- Хутор Дурыхина-Трухачева
- Хутор Калинина-Илюхо
- Хутор Трусова
- Хутор Черпакова
- Хутор Зарудный- Маркова
- Хутор Довбни.
- Посёлок Добровольный